# Aide à l'acquisition des véhicules propres
L'aide à l'acquisition des véhicules propres est un programme français destiné à faciliter le remplacement de vieux véhicules, une sorte de « prime à la casse ». Il offre une prime de 1 000 euros pour les véhicules de plus de 10 ans, l’âge du véhicule étant décompté à partir de la date de première immatriculation indiquée sur le certificat d'immatriculation du véhicule jusqu’au jour de facturation d’un nouveau véhicule « propre ». Cette aide est en effet attribuée à la condition qu’elle s’accompagne de l’acquisition d’un véhicule neuf dont les émissions de dioxyde de carbone sont inférieures ou égales à 160 grammes de CO2/km. Elle s’applique aux véhicules qui font l’objet d’une facturation entre le 4 décembre 2008 et le 31 décembre 2009. Un superbonus s’ajoute au bonus si le véhicule neuf acheté émet au maximum 130 grammes de CO2/km.
C’est ce que précisent notamment un décret et un arrêté du 19 janvier 2009.
Ce programme est prolongé pour l'année 2010 mais la prime est réduite à 700 euros au premier semestre puis à 500 euros au second semestre.
Ce programme a été contesté. Une partie de l'opinion, 37 % selon un sondage CSA, doutait de son côté écologique. Dans la mesure où des véhicules encore en très bon état étaient partis directement à la casse, le cout en énergie et matériel de la fabrication d'une voiture de remplacement devrait être pris en compte, concernant donc une différence quant au moment de fabrication. Ce programme a été qualifié d'alibi écologique pour en fait doper les ventes de véhicules neufs, qui étaient en baisse depuis longtemps. En ce sens la loi ne fait que retarder les choses, puisque le parc automobile étant renouvelé de façon précoce, la baisse des ventes sera seulement remise à plus tard.

## Équivalents dans d'autres pays
- Canada : Adieu bazou (Retire Your Ride)
- États-Unis : Car Allowance Rebate System
- Grande-Bretagne : Car scrap allowance